# Сомерстаун (фильм)
«Сомерстаун» (англ. Somers Town) — фильм британского режиссёра Шейна Медоуза. При том, что картина неоднократно добивалась успеха на фестивалях независимого кинематографа, она полностью финансирована компанией — владелицей железнодорожной сети Eurostar (Лондон — Париж — Брюссель), разрабатывающей новые способы формирования имиджа, которые способны были бы заменить уже обыденный продакт-плейсмент. Первоначальный плановый хронометраж ленты не должен был превышать 10 минут..

## Сюжет
В небогатом районе Лондона Сомерс-таун (англ.), прилегающем к железнодорожному вокзалу Сент-Панкрас, живёт семья эмигрантов из Польши — Мариуш и его 15-летний сын Марек. Отец все дни занят на работе в железнодорожном депо, а вечера проводит с друзьями за выпивкой. Предоставленный сам себе Марек однажды в закусочной знакомится с ровесником Томо, недавно приехавшим в поисках приключений из британской провинции. Подростки, страдающие от духовного одиночества, легко становятся друзьями. Уже скоро они вместе красиво ухаживают за юной официанткой, француженкой Марией, впервые пробуют алкоголь, впервые познают похмелье. Большинство их поступков стоит на грани принятых социальных норм. Когда Марии из-за болезни родственника приходится вернуться во Францию, юноши случайными заработками собирают небольшую сумму, едут в Париж и, разыскав девушку, проводят там несколько романтических дней.

## В ролях
- Томас Тургус — Томо
- Пётр Ягелло — Марек
- Ирениуш Чоп — Мариуш, его отец
- Перри Бенсон — Грэм, сосед
- Элиза Ласовски — Мария, официантка
- Кейт Дики — Джейн

## Художественные особенности
Фильм снят на чёрно-белую плёнку, финальные сцены поездки в Париж — на цветную. Обозреватели «The Boston Globe» и «Philadelphia Inquirer» вне зависимости друг от друга сравнивают визуальную динамику картины с ранней Французской новой волне. Аналогичное мнение выражает и критик «Village Voice», подчёркивая при этом приверженность Шейна Медоуза к социальному реализму.

## Награды и номинации
- 2008 год — Премия BIFA: номинации в категориях Лучший актёр (Томас Тургус), Лучший фильм, Лучшая режиссура, Лучший сценарий.
- 2008 год — Кинофестиваль Трайбека: премия Лучшему актёру (присуждена дуэту — Томасу Тургусу и Петру Ягелло)[7].
- 2008 год — Эдинбургский международный кинофестиваль: главный приз картине[8].
- 2009 год — Премия Лондонского общества кинокритиков за Лучший дебют британского актёра (Томас Тургус, по совокупности вклада с фильмом «Райское озеро»).

## Критика
Практически вся критика к фильму абсолютно доброжелательна. The Seattle Times называет фильм добрым, смешным и значительно более нежным, чем предыдущие работы Шейна Медоуза.
Обозреватель «Village Voice» считает, что если на картину первоначально и была возложена задача коммерческого продвижения услуг железнодорожной компании, то она была исполнена более деликатно и ненавязчиво, чем, например, в «Изгое» для FedEx или в «Трансформерах» для автомобильной промышленности США.